# Pensamento livre
Pensamento livre, ou Livre-pensamento é o ponto de vista, filosófico ou não, que sustenta que os fenômenos e todas as coisas devem ser formados a partir da ciência, da lógica e da razão e não devem ser influenciados por nenhuma tradição, autoridade ou qualquer dogma, cujo adepto se proclama livre-pensador e cuja aplicação por vezes é chamada de livre pensar.
Sua popularidade se deve principalmente aos pensadores de meados do século XVIII e século XIX cujas metas eram desenvolver o raciocínio liberto e em contraposição a qualquer influência de ideias preconcebidas, desenvolvendo assim pressupostos científicos e filosóficos livres de quaisquer elementos dogmáticos. Na política, o pensamento livre é fruto das correntes políticas progressistas dos século XVII e XVIII, de onde proveio o liberalismo político[carece de fontes?].
Entre os mais famosos livre-pensadores estão Robert Green Ingersoll, Gotthold Ephraim Lessing e Francisco Ferrer y Guardia e Voltairine de Cleyre.

## História

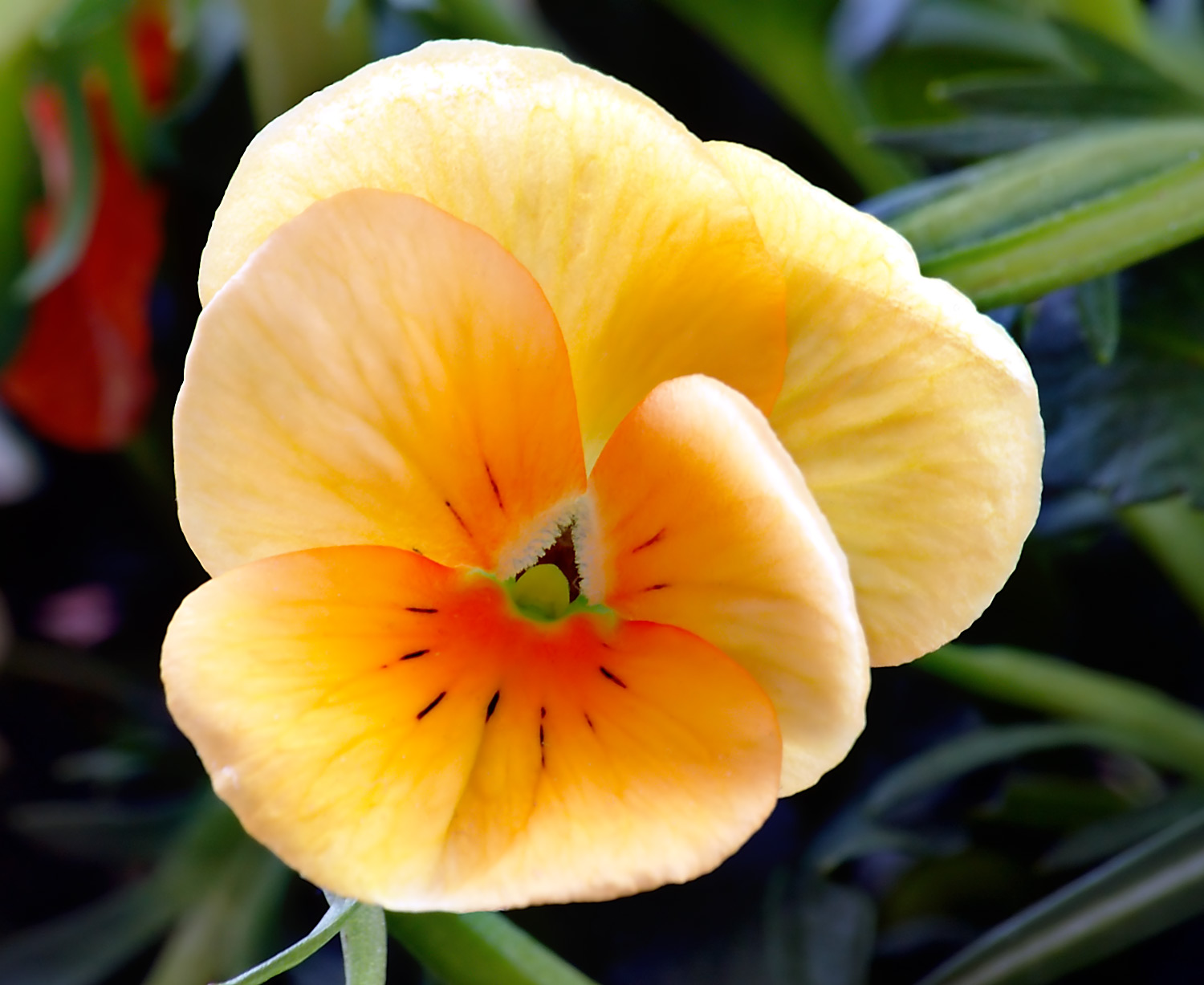
A viola x wittrockiana, conhecida como amor perfeito, é símbolo do pensamento livre.

### Movimentos pré-modernos
No Budismo, temos um belo exemplo do livre-pensar, proferido por Siddhartha Gautama, no Kalama Sutta:

"É adequado, Kalamas, que vós duvideis, que fiqueis incertos; a incerteza surgiu em vós sobre o que é [realmente] duvidoso. Vamos, Kalamas. Não creiais no que foi adquirido por audição repetida; não creiais na tradição; nem em rumores; nem no que está em uma escritura sagrada; nem em conjeturas; nem em um axioma; nem em raciocínio especial [elaborado]; nem em um preconceito contra uma noção que seja ponderada; nem em aparentes habilidades de outrem; nem na ideia: O monge é nosso professor. Kalamas, quando em vós mesmos souberdes: 'Estas coisas são ruins; estas coisas são condenáveis; estas coisas são censuradas por quem é sábio; e quando, após experiência e observação, percebestes que estas coisas conduzem ao dano e ao mal [de vós e de outros],' abandonai-as".

### Precedentes modernos
Hoje se considera que Voltaire e Thomas More (também conhecido por Thomas Morus ou São Thomas More) foram importantes predecessores do movimento Livre Pensar ou ainda pensadores avant la lettre, ou "antes que a expressão tivesse sido inventada".

### Atualidade
Ainda que de modo descompromissado e humorístico, Millôr Fernandes — que manteve uma coluna chamada Livre pensar é só pensar — pode ser contado entre os livre-pensadores brasileiros.

## Crítica
George Berkeley, quando trabalhava na Igreja Anglicana de Londres escreveu uma série de artigos no jornal The Guardian contra os livre-pensadores, porém, anos após abandonar o cargo, publicou um artigo sobre o livre-pensar na matemática.

## Legado
O movimento Livre-Pensar tem seu legado partilhado tanto entre liberais como os anarquistas do século XIX e XX. Cada qual se referindo a certos aspectos e diferentes pensadores identificados como parte deste movimento.